# Scott Thurston
Scott Troy Thurston (10 de enero de 1952) es un guitarrista, teclista, compositor y músico de sesión estadounidense, célebre por ser miembro del grupo Tom Petty and the Heartbreakers, en el que canta los coros y toca la guitarra, los teclados y la armónica.

## Biografía
Thurston creció en Medford (Oregón), donde comenzó a trabajar como músico de sesión. Ha tocado con Jackson Browne (1986-1998), The Cult (1991), Melissa Etheridge, Glenn Frey, Hokus Pokus, Iggy And The Stooges, Jump, Nils Lofgren, The Motels, Ron Asheton, The New Order, Bonnie Raitt y John Trudell. Thurston también ha trabajado como compositor y ha escrito canciones con Jackson Browne, Iggy Pop y The Motels.
James Williamson de The Stooges comentó: «Estaba en Capitol Records y al salir estaba viendo a este tío grabar y era Scott Thurston con esta otra banda. Estaba fresco, de modo que podía escuchar que era un gran pianista, así que me dieron su información de contacto y le dije: "¿Quieres tocar con nosotros?". Cuando juntamos a The Stooges, le pregunté si quería tocar con nosotros, y él dijo: "Claro", y el resto es historia».
En 1982, Thurston se unió a The Motels y tocó en el álbum de 1983 Little Robbers.
En 1991, Thurston se unió a Tom Petty and the Heartbreakers en la gira de promoción de Into the Great Wide Open. Desde entonces, el músico toca la guitarra acústica, la eléctrica y el bajo, así como los teclados, la armónica, el ukelele y el lap steel guitarr. Además, desde la marcha de Howie Epstein, se ha convertido en el corista principal del grupo. 
Sobre Thurston, Tom Petty comentó: «Estaba tratando de sacarlo de la esquina, porque siempre se vio como un acompañante —"Soy un Sidebreaker"—y él trataba de mantenerse a un lado. Pero le queremos, canta genial conmigo, y le queremos fuera de ahí con nosotros. Es un buen amortiguador entre el resto de nosotros. Cuando nos estamos peleando, él es bueno en entrar y decir: "Vamos a mirarlo de otro modo", porque Duckhead, como le llamamos, es neutral. No viene de Florida, no estaba allí cuando esto o lo otro sucedió».